# Aaadonta constricta
Aaadonta constricta is een slak uit de familie van de Endodontidae. De wetenschappelijke naam van de soort is voor het eerst geldig gepubliceerd in 1874 door Semper. De soort is endemisch in Palau.
In 1976 beschreef Solem twee ondersoorten van Aaadonta constricta:
- Aaadonta constricta babelthuapi
- Aaadonta constricta komakanensis